# Ocnaea helluo
Ocnaea helluo är en tvåvingeart som beskrevs av Osten Sacken 1877. Ocnaea helluo ingår i släktet Ocnaea och familjen kulflugor. Inga underarter finns listade i Catalogue of Life.